# Babylon A.D. (film)
Babylon A.D – francuski film fantastycznonaukowy z 2008 roku w reżyserii Mathieu Kassovitza, zrealizowany na podstawie powieści Babylon Babies Maurice’a Danteca.
Zdjęcia kręcono w Szwecji (Kiruna, Riksgränsen, jezioro Torneträsk, Vassijaure), Norwegii (Narwik), Czechach (Praga, Milovice, Ostrawa, Brno) oraz we Francji (Paryż).

## Fabuła
Film akcji przedstawiający wizję świata pełnego chaosu, zbliżającego się do apokalipsy. Thoorop (Vin Diesel) nie zna innego świata niż wojna. Jego zadaniem jest bezpieczne przetransportowanie młodej dziewczyny o imieniu Aurora, z Rosji do lekarza mieszkającego w Nowym Jorku. Na wykonanie tego zadania ma 6 dni.

## Obsada
- Vin Diesel – Thoorop
- Michelle Yeoh – Siostra Rebecca
- Mélanie Thierry – Aurora
- Gérard Depardieu – Gorsky
- Charlotte Rampling – Wielka Kapłanka
- Mark Strong – Finn
- Lambert Wilson – Darquandier